# Potametalia
Potametalia (Koch, 1926) – syntakson w randze rzędu należący do klasy Potametea. Zbiorowisko roślinne słodkowodnych makrofitów.

## Charakterystyka
Zbiorowiska makrofitów w mezo- oraz eutroficznych, stojących i wolno płynących zbiornikach wodnych śródlądowych.
WystępowanieEuropa i północna Azja. W Polsce pospolite na terenie całego kraju.
Charakterystyczna kombinacja gatunków
ChCl. : moczarka kanadyjska (Elodea canadensis), pływacz zwyczajny (Utricularia vulgaris), rdestnica kędzierzawa (Potamogeton crispus), rdestnica połyskująca (Potamogeton lucens), rdestnica ściśniona (Potamogeton compressus),    rogatek sztywny (Ceratophyllum demersum), rogatek krótkoszyjkowy (Ceratophyllum submersum),  włosienicznik krążkolistny (Ranunculus circinatus), wywłócznik kłosowy (Myriophyllum spicatum), wywłócznik okółkowy (Myriophyllum verticillatum).
Podkategorie syntaksonomiczne
W obrębie syntaksonu wyróżniane są następujące związki występujące w Polsce:
- Potamion
- Nymphaeion
- Hottonion
- Ranunculion fluitantis